# Krahule
Krahule (în germană Blaufuss sau Blaufuß, i.e. picior albastru) este o comună slovacă, aflată în districtul Žiar nad Hronom din regiunea Banská Bystrica. Localitatea se află la altitudinea de 872 m deasupra n.m., se întinde pe o suprafață de 10,77 km2 și în 2017 număra 267 de locuitori. Este singura localitate/municipalitate (slovacă obec) în care limba germană este co-oficială alături de limba slovacă, dat fiind faptul că puțin mai multă de o treime dintre locuitorii acesteia (mai precis 31,5%) s-au declarat germani (mai precis germani carpatini) în cadrul recensământului slovac din 2011.

## Istoric
Localitatea este atestată documentar din 1331 sub numele de Blaufuß. Din Evul Mediu până în secolul al XX-lea a fost locuită în mare majoritate de germani carpatini (germană Karpatendeutsche).
În anul 1948 numele localității a fost schimbat în Krahule.

## Demografie
| An:                | 1994 | 2004   | 2014    | 2024    |
| ------------------ | ---- | ------ | ------- | ------- |
| Număr de persoane: | 150  | 155    | 192     | 253     |
| Diferență:         |      | +3,33% | +23,87% | +31,77% |

| An:                | 2023 | 2024   |
| ------------------ | ---- | ------ |
| Număr de persoane: | 259  | 253    |
| Diferență:         |      | −2,31% |